# Praha-Dolní Počernice (železniční zastávka)
Praha-Dolní Počernice je železniční zastávka na tříkolejné trati z Prahy do Kolína a České Třebové. Stojí v západní části Dolních Počernic na hranici s Hostavicemi při ulici Hruškovská. Stanice je součástí Pražské integrované dopravy. Zastavují zde pouze osobní vlaky linek S1 a S7, vlaky vyšších kategorií zastávkou projíždějí.

## Historie

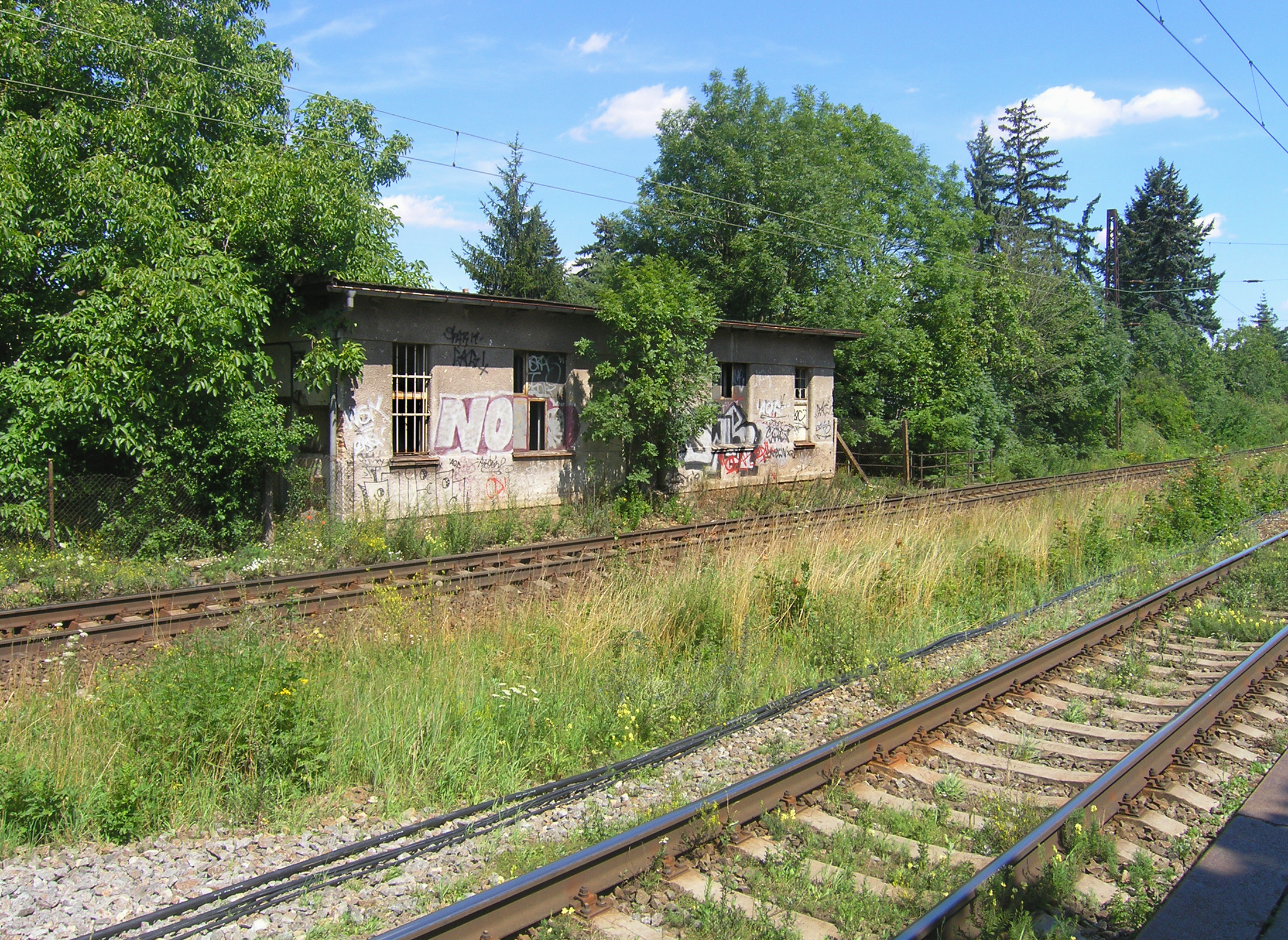
bývalá budova zastávky

Železniční zastávka na trati z Prahy do České Třebové existovala již 3. března 1931. Dvoukolejná trať byla při elektrizaci v 50. letech 20. století v úseku mezi Libní a Poříčany rozšířena o třetí kolej a při krajních kolejích vznikla nová nástupiště. Protože byly koleje položeny špatně, prostřední kolej byla v úseku Libeň - Běchovice snesena. Navrácení třetí koleje se počernická zastávka dočkala až při modernizaci trati roku 2009. Během této stavby byl přestavěn podchod a zbořena budova bývalé zastávky. Ta od 50. let 20. století nebyla využívána, protože se od zřízení nového nástupiště dostala do těsné blízkosti kolejí.